# Ewald König (Journalist)

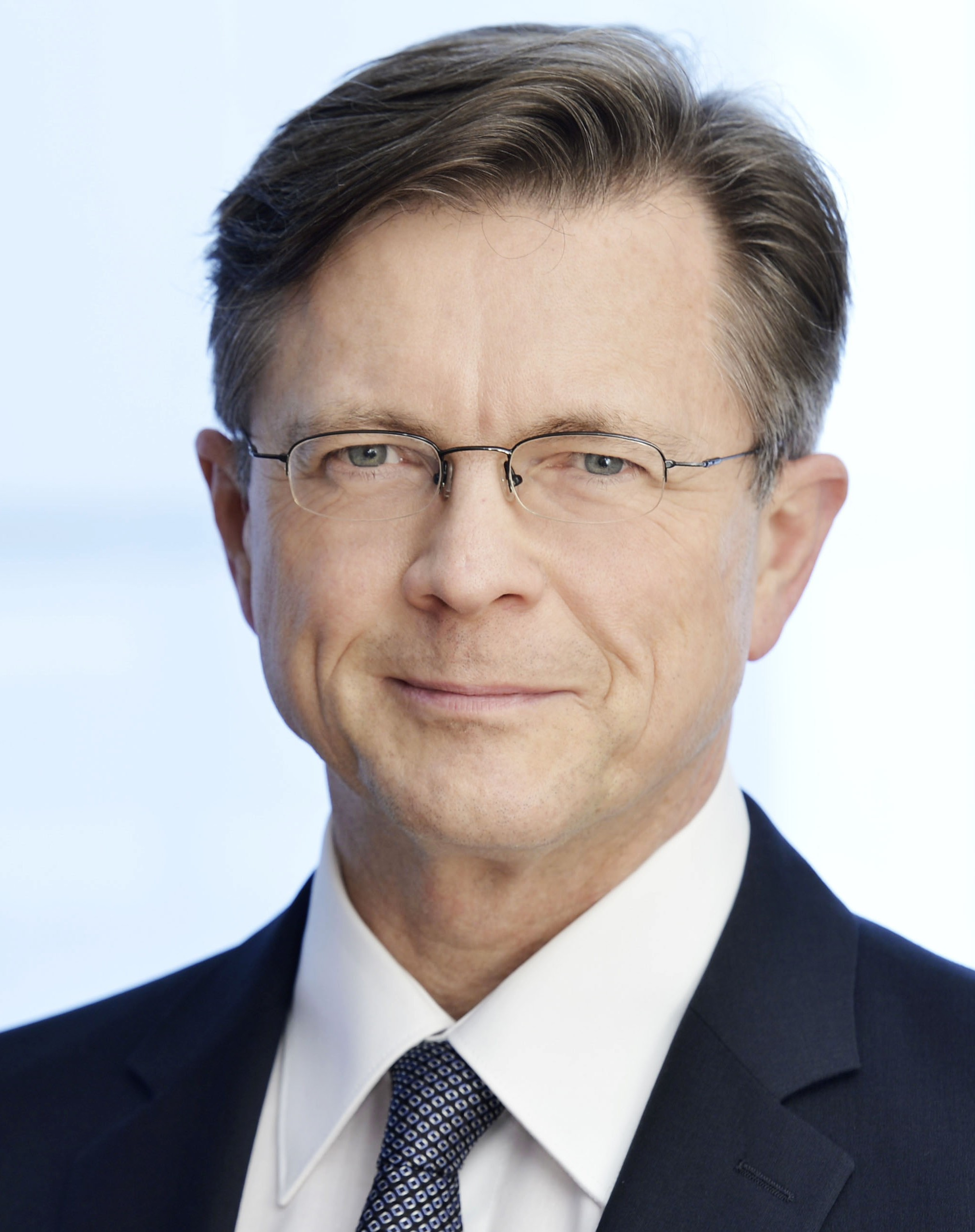
Ewald König (2018)

Ewald König (* 13. September 1954 in Wien) ist ein österreichischer Journalist in Deutschland. Er ist Korrespondent, Buchautor und Moderator.

## Leben
Ewald König ist in Wien geboren und aufgewachsen. Er begann seine journalistische Laufbahn 1977 in der österreichischen Zeitung Die Presse als Polizei- und Gerichtsreporter, bevor er Mitglied der außenpolitischen Redaktion und Ressortchef Seite Drei wurde.
1985 wurde er als Deutschland-Korrespondent nach Bonn entsandt. Von Bonn aus war er zunächst DDR-Reisekorrespondent. Später war er als einziger Korrespondent sowohl in der Bundesrepublik Deutschland als auch in der DDR akkreditiert, was als unvereinbar galt. Er pendelte zwischen seinen Büros in Bonn und Ost-Berlin. Die Pressekonferenz mit Günter Schabowski vom 9. November 1989, Mauerfall und Wiedervereinigung erlebte er als journalistischer Zeitzeuge mit. Von 1990 bis 1995 war König Vorsitzender des Vereins der Ausländischen Presse in der Bundesrepublik Deutschland e.V. (VAP), der damals aus rund 550 Korrespondenten von 60 Ländern bestand.
2003 verließ König Die Presse und etablierte sich als freier Journalist in Berlin. Er gründete das ''Berliner Korrespondentenbüro Ewald König • International Media Projects''. Von 2009 bis 2014 war er zudem Chefredakteur (ab 2011 auch Herausgeber) des europapolitischen Online-Mediums EURACTIV.de.
Im Berliner Sender TV Berlin ist er Co-Moderator der Sendung „Brinkmann & König“ zusammen mit dem deutschen Journalisten Peter Brinkmann. Ewald Königs Redaktion hat den Sitz im Haus der Bundespressekonferenz in Berlin. Er ist Herausgeber eines Korrespondentenblogs und veranstaltet politische Frühstücke und Hintergrundgespräche mit Politikern und Journalisten.

## Auszeichnungen
- Papst-Johannes-XXIII.-Preis (1984)
- Goldenes Ehrenzeichen für Verdienste um die Republik Österreich (2020)[9]

## Veröffentlichungen (Auswahl)
- Menschen, Mauer, Mythen – Deutsch-deutsche Notizen eines Wiener Korrespondenten, Halle 2013. ISBN 978-3-95462-133-0.
- Kohls Einheit unter drei – Weitere deutsch-deutsche Notizen eines Wiener Korrespondenten, Halle 2014. ISBN 978-3-95462-316-7.
- Merkels Welt zur Wendezeit – Weitere deutsch-deutsche Notizen eines Wiener Korrespondenten, Halle 2015. ISBN 978-3-95462-473-7.
- Benita. Wo ein Wille, da ein Weg. Erfahrungen der Europäerin und Kosmopolitin Benita Ferrero-Waldner, Böhlau Verlag Wien/Köln/Weimar 2017, ISBN 978-3-205-20620-0.
- Die DDR und der Rest der Welt – Außenbeziehungen zur Wendezeit. Notizen eines Wiener Korrespondenten, Halle 2019. ISBN 978-3-96311-205-8.